# Klein-Zabrze

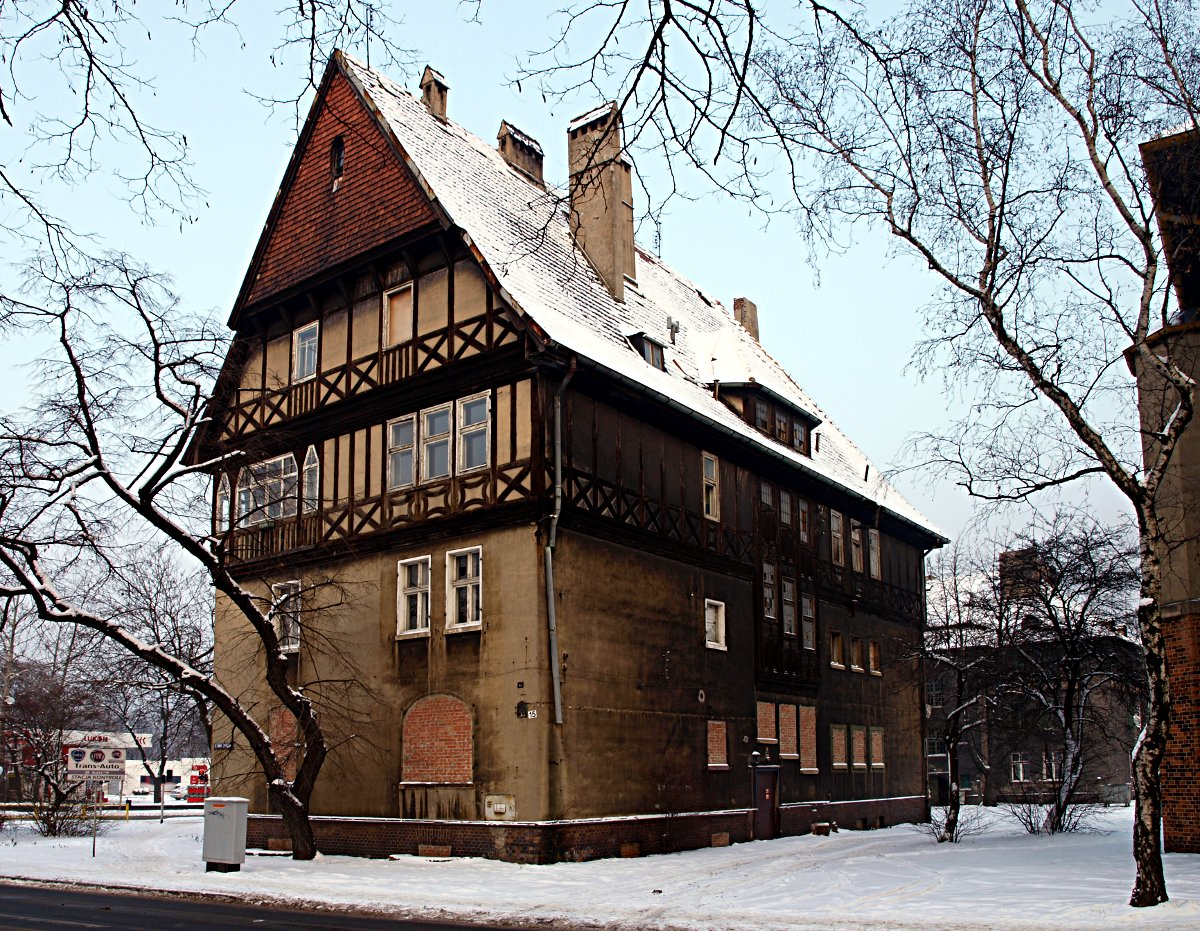
Haus der Sandkolonie mit Fachwerkelementen

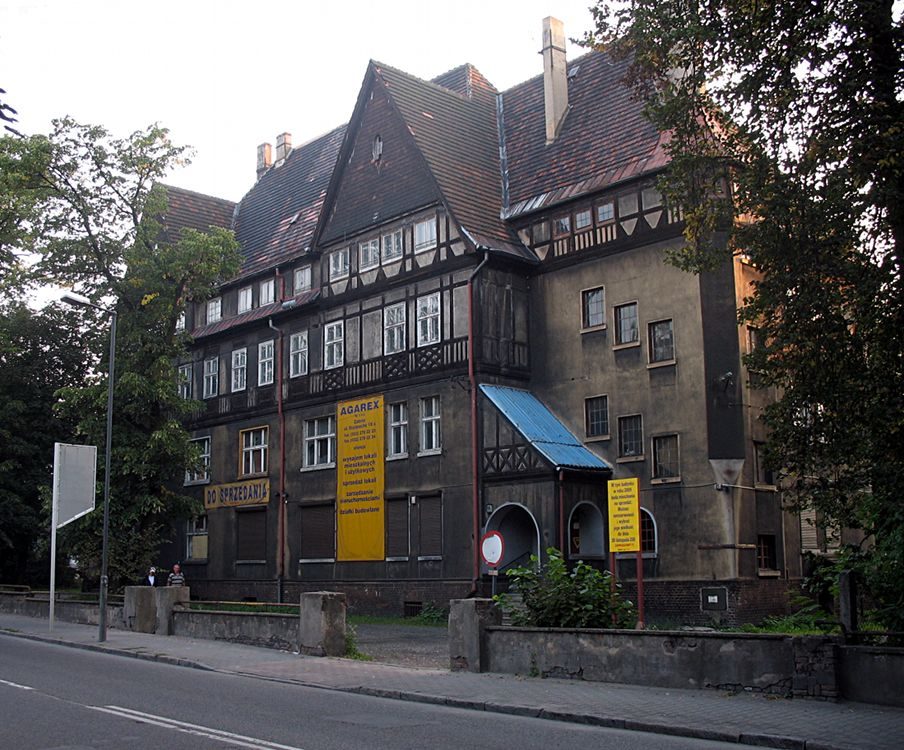
Haus mit Fachwerkelementen

Klein-Zabrze war ein Ort in Oberschlesien. Klein-Zabrze war einer von mehreren Orten, aus denen 1905 die Landgemeinde Zabrze hervorging, die 1915 in Hindenburg O.S. umbenannt wurde und 1922 das Stadtrecht erhielt.

## Geschichte
Die Kolonie wurde 1776 am Beuthener Wasser im Zuge der Friderizianischen Kolonisation mit 12 Stellen gegründet und hatte 30 Einwohner. Zunächst wurde der Ort Sandkolonie bzw. Schlosskolonie genannt. Später erhielt der Ort in Anlehnung an das westlich gelegene (Alt-)Zabrze den Namen Klein-Sabrze (Ab Mitte des 19. Jahrhunderts Klein-Zabrze).
Mit der Gründung einer Kohlengrube von Zaborze (der späteren Königin-Luise-Grube) im Jahr 1790 wurden dessen Arbeiter in Klein-Zabrze angesiedelt. Klein-Zabrze entwickelte sich zu einem immer größeren und bedeutenderen Industrieort. Zu Beginn des 19. Jahrhunderts entstand der Ortsteil  (Klein-)Zabrze bergmännisch. 1853 wurde an der Eisenbahnstrecke von Heinrich Kötz eine Kesselfabrik erbaut. Während 1861 das dörfliche Klein-Zabrze 166 Gebäude besaß, verfügte Klein-Zabrze bergmännisch über 47 Bauwerke. Mit der Gründung des Kreises Zabrze im Jahr 1873 kam Klein-Zabrze vom Landkreis Beuthen zum Landkreis Zabrze. Während sich in Alt-Zabrze der katholische Friedhof befand, entstanden in Klein-Zabrze ein evangelischer und ein jüdischer Friedhof.

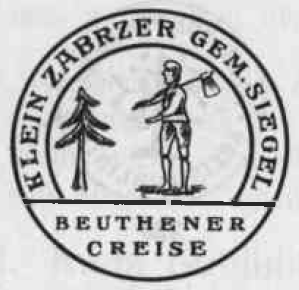
Altes Siegel der Gemeinde

1879 wurde in Klein-Zabrze ein Amtsgericht errichtet. 1894 zog das Amtsgericht in dessen Neubau an der Ecke Dorotheenstraße und Parisiusstraße. Im Januar 1897 schloss die Gemeinde Klein-Zabrze einen Vertrag mit der Allgemeinen Elektricitäts-Gesellschaft ab, der der AEG die Benutzung aller Straßen und Plätze zur Verlegung und Führung von Leitungen für die Dauer von 50 Jahren erlaubte. Am 1. Oktober 1900 eröffnete die Gemeinde eine Volksbücherei. Am 1. Dezember wurde Assessor Schröder Gemeindevorsteher.
Anfang des 20. Jahrhunderts errichtete die Donnersmarckhütte in Klein-Zabrze eine Wohnhauskolonie nach den Plänen des Architekten Arnold Hartmann (1861–1919). Die Häuser wurden größtenteils massiv und teilweise im Fachwerkstil gestaltet. Die neue Wohnkolonie erhielt, wohl in Anlehnung an den früheren Namen von Klein-Zabrze, allgemein den Namen Sandkolonie, wurde jedoch auch Donnersmarcksiedlung genannt. Dieser Gebäudekomplex wurde vor allem für die Bediensteten, Beamten und Arbeiter der Hütte errichtet und verfügte über einen Kindergarten, eine Bibliothek und eine Feuerwehr.
Mit Wirkung zum 1. April 1905 wurde die Gemeinde Klein-Zabrze mit den Gemeinden Alt-Zabrze und Dorotheendorf und dem Gutsbezirk Zabrze und der Kolonie C (aus der Gemeinde Zaborze) zur neuen Gemeinde Zabrze (1915 Umbenennung in Hindenburg O.S.) vereinigt. Mit der Stadtwerdung Hindenburgs am 1. Oktober 1922 ging Klein-Zabrze in dessen Stadtzentrum auf und zählte fortan zu Hindenburg-Nord. Heute liegt es im Bezirk Centrum Północ (Zentrum-Nord), während die Sandkolonie (Zandka) später zu einem eigenen Bezirk erklärt wurde.

## Wappen

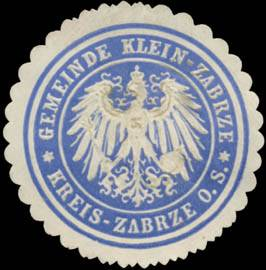
Alte Siegelmarke

Alte Siegel und Stempel des Ortes zeigen heraldisch rechts eine Fichte und links einen nach rechts gewendeten Mann, der auf seiner rechten Schulter ein Beil trägt.